# تشارلز دبليو. واتسون
تشارلز دبليو. واتسون (بالإنجليزية: Charles W. Watson)‏ هو نحات أمريكي، ولد في 30 أغسطس 1915، وتوفي في 20 أبريل 2002.